# Seznam kulturních památek ve Valči (okres Karlovy Vary)
Tento seznam nemovitých kulturních památek v obci Valeč v okrese Karlovy Vary vychází z  Ústředního seznamu kulturních památek ČR, který na základě zákona č. 20/1987 Sb., o státní památkové péči, vede Národní památkový ústav jako ústřední organizace státní památkové péče. Údaje jsou průběžně upřesňovány, přesto mohou obsahovat i řadu věcných a formálních chyb a nepřesností či být neaktuální. 
Pokud byly některé části dotčeného území vyčleněny do samostatných seznamů, měly by být odkazy na tyto dílčí seznamy uvedeny v úvodu tohoto seznamu nebo v úvodu příslušné sekce seznamu.

## Valeč
|  | Kategorie „Church of the Nativity of Saint John the Baptist (Valeč) “ na Wikimedia Commons | Hledat fotografie a kategorie ve Wikimedia Commons podle rejstříkového čísla památky | Nahrát snímek k tomuto tématu do úložiště Wikimedia Commons |  |

|  | Kategorie „Municipal office in Valeč (Karlovy Vary District) “ na Wikimedia Commons | Hledat fotografie a kategorie ve Wikimedia Commons podle rejstříkového čísla památky | Nahrát snímek k tomuto tématu do úložiště Wikimedia Commons |  |

|  | Kategorie „Náměstí 33 (Valeč) “ na Wikimedia Commons | Hledat fotografie a kategorie ve Wikimedia Commons podle rejstříkového čísla památky | Nahrát snímek k tomuto tématu do úložiště Wikimedia Commons |  |

|  | Kategorie „Maria column in Valeč (Karlovy Vary District) “ na Wikimedia Commons | Hledat fotografie a kategorie ve Wikimedia Commons podle rejstříkového čísla památky | Nahrát snímek k tomuto tématu do úložiště Wikimedia Commons |  |

|  | Kategorie „Old hospital in Valeč (Karlovy Vary District) “ na Wikimedia Commons | Hledat fotografie a kategorie ve Wikimedia Commons podle rejstříkového čísla památky | Nahrát snímek k tomuto tématu do úložiště Wikimedia Commons |  |

|  | Kategorie „Rectory in Valeč (Karlovy Vary District) “ na Wikimedia Commons | Hledat fotografie a kategorie ve Wikimedia Commons podle rejstříkového čísla památky | Nahrát snímek k tomuto tématu do úložiště Wikimedia Commons |  |

|  | Kategorie „Valeč Castle (Karlovy Vary District) “ na Wikimedia Commons | Hledat fotografie a kategorie ve Wikimedia Commons podle rejstříkového čísla památky | Nahrát snímek k tomuto tématu do úložiště Wikimedia Commons |  |

|  | Kategorie „Granary in Valeč (Karlovy Vary District) “ na Wikimedia Commons | Hledat fotografie a kategorie ve Wikimedia Commons podle rejstříkového čísla památky | Nahrát snímek k tomuto tématu do úložiště Wikimedia Commons |  |

|  | Kategorie „Kaple Panny Marie Bolestné (Valeč) “ na Wikimedia Commons | Hledat fotografie a kategorie ve Wikimedia Commons podle rejstříkového čísla památky | Nahrát snímek k tomuto tématu do úložiště Wikimedia Commons |  |

|  | Kategorie „Statue of Saint John of Nepomuk in Široká street, Valeč “ na Wikimedia Commons | Hledat fotografie a kategorie ve Wikimedia Commons podle rejstříkového čísla památky | Nahrát snímek k tomuto tématu do úložiště Wikimedia Commons |  |

## Jeřeň
|  | Kategorie „Jeřeň (castle) “ na Wikimedia Commons | Hledat fotografie a kategorie ve Wikimedia Commons podle rejstříkového čísla památky | Nahrát snímek k tomuto tématu do úložiště Wikimedia Commons |  |

|  | Kategorie „Crossing stone in Jeřeň “ na Wikimedia Commons | Hledat fotografie a kategorie ve Wikimedia Commons podle rejstříkového čísla památky | Nahrát snímek k tomuto tématu do úložiště Wikimedia Commons |  |

## Kostrčany
| Památka                     | Fotografie                                         | Rejstříkové číslo v ÚSKP                                                             | Sídelní útvar                                               | Poloha                                         | Popis a poznámky |
| --------------------------- | -------------------------------------------------- | ------------------------------------------------------------------------------------ | ----------------------------------------------------------- | ---------------------------------------------- | --- |
| Zámek Kostrčany (Q28057348) | \| \| \| \| \| \|                                  | 50832/4-5254 Pam. katalog MIS                                                        | Kostrčany                                                   | Kostrčany 17 50°9′2″ s. š., 13°15′39,53″ v. d. | Barokní zámek, jenž v 18. století (první zmínka z roku 1725) nahradil zdejší renesanční tvrz. Drobný patrový objekt obdélného půdorysu krytý mansardovou střechou. Areál je tvořen bývalým panským domem s parkem na jeho západní straně a s ním sousedícím hospodářským dvorem, vymezeným na severozápadním konci areálu budovou stájí, na západním bývalými sýpkami a domem pro služebnictvo, bývalou kapli na jihovýchodním a stodolou na jižním okraji areálu. Areál slouží k ovocnářství a agroturistice. - zámek - park - kaple - stáje - sýpka - služebna (poslužna) - stodola Památkově chráněno od 7. září 2001. |
|                             | Kategorie „Kostrčany Castle “ na Wikimedia Commons | Hledat fotografie a kategorie ve Wikimedia Commons podle rejstříkového čísla památky | Nahrát snímek k tomuto tématu do úložiště Wikimedia Commons |                                                | |

## Nahořečice
| Památka                            | Fotografie                                                                | Rejstříkové číslo v ÚSKP                                                             | Sídelní útvar                                               | Poloha                                      | Popis a poznámky |
| ---------------------------------- | ------------------------------------------------------------------------- | ------------------------------------------------------------------------------------ | ----------------------------------------------------------- | ------------------------------------------- | --- |
| Kostel svatého Václava (Q28057881) | \| \| \| \| \| \|                                                         | 23094/4-951 Pam. katalog MIS                                                         | Nahořečice                                                  | st. 1 50°8′51,42″ s. š., 13°16′36,62″ v. d. | Původně gotický kostel byl postaven v polovině 14. století, první zmínka o něm pochází z roku 1359. V letech 1681–1698 prošel barokní přestavbou (či byl vybudován jako kompletní novostavba). Orientované jednolodí s trojbokým presbytářem s opěráky a hranolovou věží na západní straně. Památkově chráněno od 11. února 1964. |
|                                    | Kategorie „Church of Saint Wenceslaus (Nahořečice) “ na Wikimedia Commons | Hledat fotografie a kategorie ve Wikimedia Commons podle rejstříkového čísla památky | Nahrát snímek k tomuto tématu do úložiště Wikimedia Commons |                                             | |

## Velký Hlavákov
| Památka                                    | Fotografie                                                                         | Rejstříkové číslo v ÚSKP                                                             | Sídelní útvar                                               | Poloha                                      | Popis a poznámky |
| ------------------------------------------ | ---------------------------------------------------------------------------------- | ------------------------------------------------------------------------------------ | ----------------------------------------------------------- | ------------------------------------------- | --- |
| Kaple svatého Jana Nepomuckého (Q38188647) | \| \| \| \| \| \|                                                                  | 26010/4-1125 Pam. katalog MIS                                                        | Velký Hlavákov                                              | st. 20 50°9′46,13″ s. š., 13°12′15,7″ v. d. | Kaple sv. Jana Nepomuckého z počátku 19. století se nachází na návsi. Drobná sakrální stavba obdélného půdorysu s trojbokým závěrem, sedlovou střechou (nad závěrem valbovou) a osmibokou zvoničkou s lucernou a cibulkou pokrytou plechem. Památkově chráněno od 12. února 1964. |
|                                            | Kategorie „Chapel of Saint John of Nepomuk (Velký Hlavákov) “ na Wikimedia Commons | Hledat fotografie a kategorie ve Wikimedia Commons podle rejstříkového čísla památky | Nahrát snímek k tomuto tématu do úložiště Wikimedia Commons |                                             | |